# Laphria dichroa
Laphria dichroa är en tvåvingeart som beskrevs av Christian Rudolph Wilhelm Wiedemann 1828. Laphria dichroa ingår i släktet Laphria och familjen rovflugor. Inga underarter finns listade i Catalogue of Life.